# Nuno Brás da Silva Martins
Nuno Brás da Silva Martins (Vimeiro, Lourinhã, 12 de maio de 1963) é um bispo católico português, atual Bispo do Funchal (Madeira).

## Biografia
D. Nuno Brás da Silva Martins licenciou-se em Teologia pela Faculdade de Teologia da Universidade Católica Portuguesa, em 1985. Foi ordenado padre em 4 de julho de 1987, em Lisboa. Realizou doutorado em Teologia Fundamental em 1999, pela Pontifícia Universidade Gregoriana, em Roma, com a tese: Cristo comunicador perfeito. Leitura teológica para uma investigação interdisciplinar sobre o fenómeno comunicativo, orientado por Mons. Rino Fisichella. Entre 2005 e 2011, foi Reitor do Seminário Maior de Cristo Rei, em Olivais. Foi nomeado Cónego da Sé Metropolitana Patriarcal de Lisboa a 10 de janeiro de 2006 e a tomada de posse decorreu em 21 de janeiro do mesmo ano.
Nomeado bispo auxiliar de Lisboa em 10 de outubro de 2011, foi consagrado bispo titular da Diocese de Elvas pelo então Cardeal-Patriarca José da Cruz Policarpo no Mosteiro dos Jerónimos a 20 de novembro, auxiliado pelo arcebispo D. Salvatore Rino Fisichella, presidente do Pontifício Conselho para a Promoção da Nova Evangelização, e por D. Manuel José Macário do Nascimento Clemente, bispo do Porto.
Nomeado bispo de Diocese do Funchal em 12 de janeiro de 2019, fez a sua entrada solene na Diocese a 17 de fevereiro deste ano, sucedendo a D. António José Cavaco Carrilho na Diocese.
Em abril de 2019, rejeitou criar na Diocese do Funchal uma comissão para acompanhar casos e denúncias de abuso sexual de menores, contrariando a prática iniciada no Patriarcado de Lisboa, uma vez que, alegou, não existiriam casos suficientes para tal naquela diocese. No entanto, o relatório da Comissão Independente para o estudo dos Abusos Sexuais na Igreja Católica identificou 14 denúncias de abusos sexuais na diocese do Funchal, tendo reportado quatro nomes ao bispo D. Nuno Brás, estando três sacerdotes nomeados fora de quaisquer funções e sendo um nome desconhecido.